# NGC 1728
NGC 1728 là một thiên hà xoắn ốc trong chòm sao Ba Giang. Thiên hà được liệt kê trong Danh lục tổng quát mới.